# Rudolfsheim-Fünfhaus

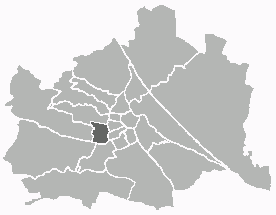
Poloha Rudolfsheimu na mapě Vídně

Rudolfsheim-Fünfhaus ( [ˈʀuːdɔlfsˌhaɪ̯m fʏnfˈhaʊ̯s]) je 15. vídeňský obvod. Nachází se v centrální části Vídně, západně od Vídeňského 1. obvodu. V Rudolfsheim-Fünfhausu, který má rozlohu 3,86 km2, žilo k 1. lednu 2024 celkem 76 381 obyvatel.

## Poloha

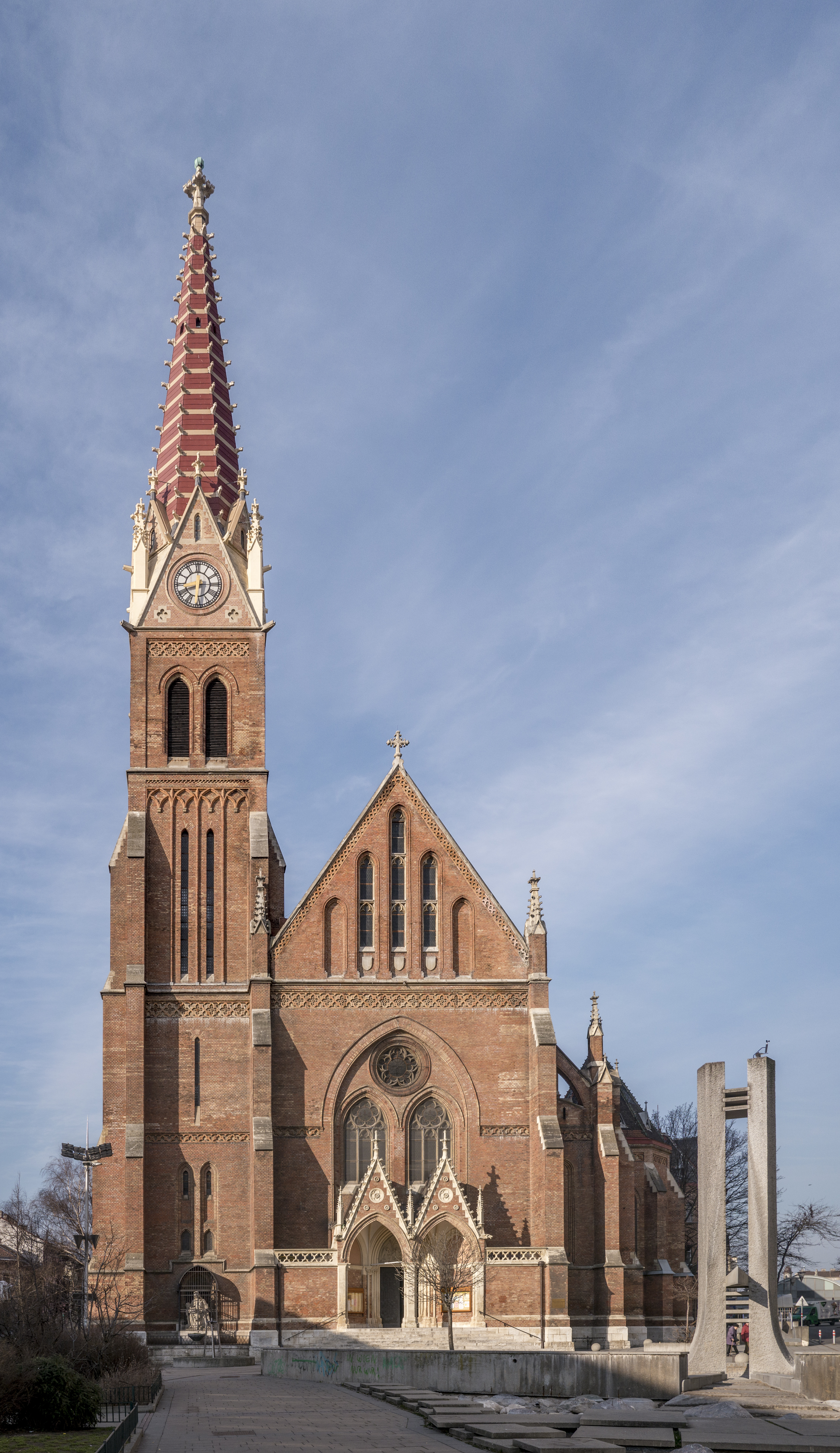
Rudolfsheimský farní kostel

Na východě hraničí Rudolfsheim-Fünfhaus se 6. a 7. obvodem, na jihu s 12. a 13. obvodem, na západě se 14. obvodem a na severu se 16. obvodem. Jeho severní hranici tvoří Gablenzgasse a východní okružní třída Gürtel (Neubaugürtel, Mariahilfer Gürtel a Sechshauser Gürtel). Na jihu jej ohraničuje řeka Vídeňka (Wien) a na západě Mariahilfer Straße, Winckelmannstraße, Linzer Straße, Johnstraße, Fenzlgasse, Beckmanngasse, Hütteldorfer Straße, Schanzstraße a Ibsenstraße. Obvod tvoří části Rudolfsheimu (Braunhirschen, Reindorf a Rustendorf), Fünfhausu a Sechshausu.

## Historie
Po bitvě u Vídně vznikly vesnice Reindorf, Braunhirschen a Rustendorf, jež byly v roce 1863 připojeny k obci Rudolfsheim – pojmenované po korunním princi Rudolfovi.
V 19. století se Rudolfsheim značně rozrostl a v roce 1890 byl společně s blízkými obcemi Fünfhaus a Sechshaus sloučen s Vídní. Ze severní a východní části Fünfhausu vznikl 15. obvod, z oblasti Rudolfsheimu a Sechshausu 14. obvod jménem Rudolfsheim.
V roce 1938 došlo ke spojení Rudolfsheimu a Fünfhausu do 15. obvodu, zatímco zbytek 14. obvodu byl začleněn do 13. obvodu. Od roku 1957 nese 15. obvod název Rudolfsheim-Fünfhaus.
V 90. letech minulého století došlo k několika menším úpravám hranic obvodu.

### Synagoga

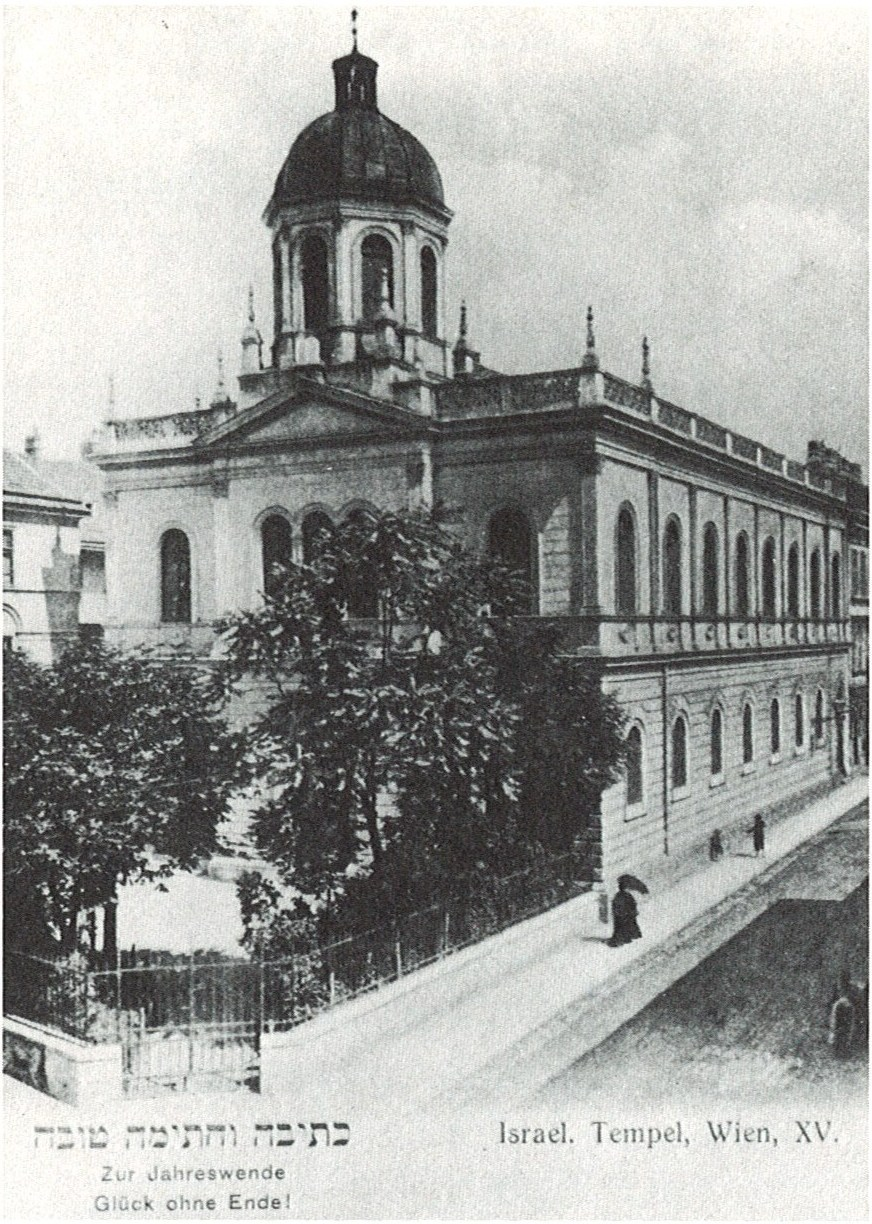
Synagoga v Turnergasse okolo roku 1900

V letech 1871–1938 stála v Turnergasse synagoga, která však nepřežila řádění o křišťálové noci – stejně jako dalších 91 vídeňských synagog.